# Col de Chanusclade
Le col de Chanusclade est un col situé dans le Massif central en France. Il se trouve dans le département du Cantal, à une altitude de 1 276 mètres.

## Géographie

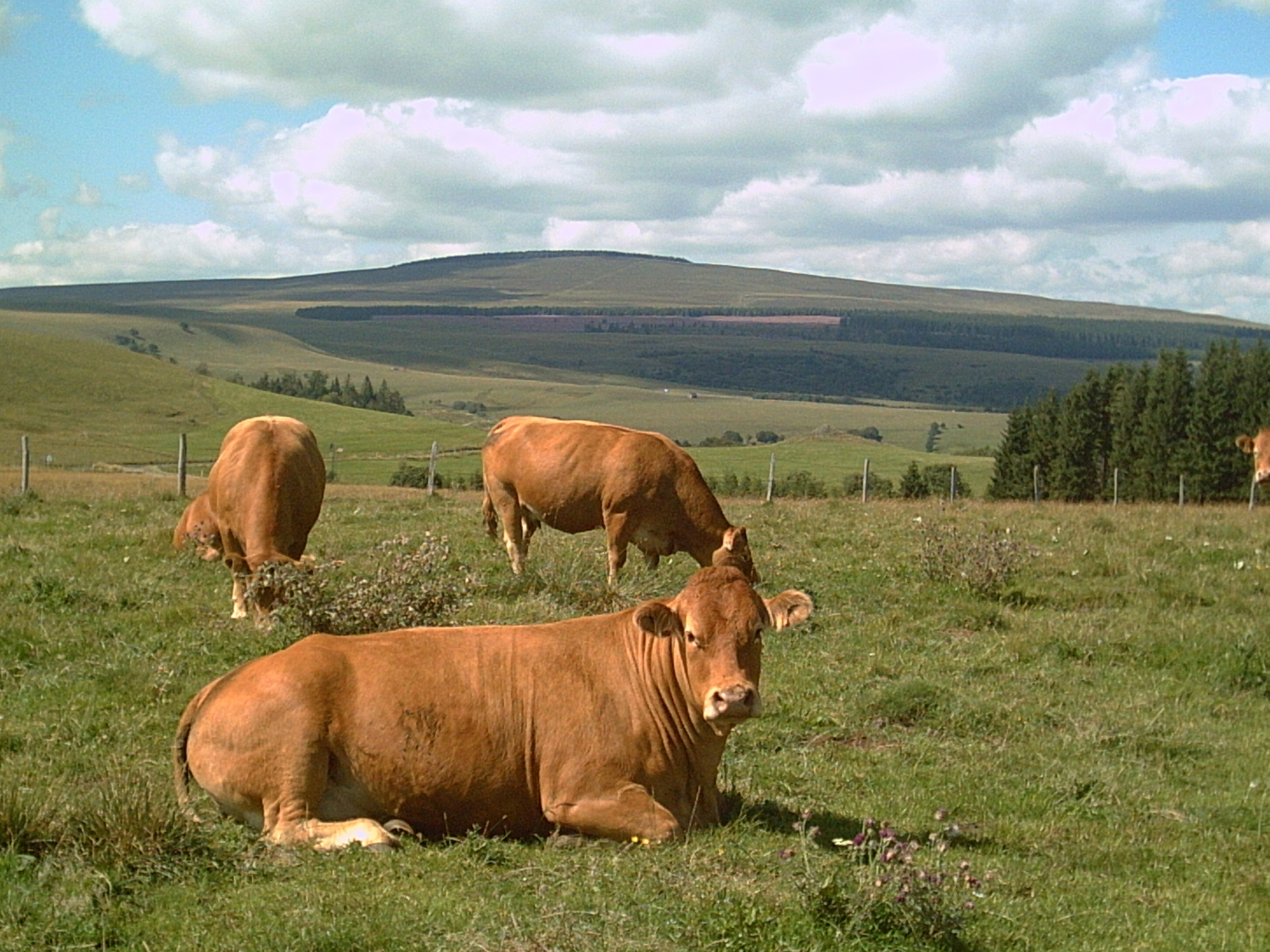
Vue du signal du Luguet depuis le col de Chanusclade.

Situé dans les monts du Cézallier, ce col se trouve entre le mont de Chanusclade et la brèche de Giniol. Le ruisseau du Bosberty y prend sa source à une altitude d'environ 1 260 mètres.

## Histoire
Au Ier siècle, la présence d'un domaine agricole est attestée à Chanusclade.